# R136

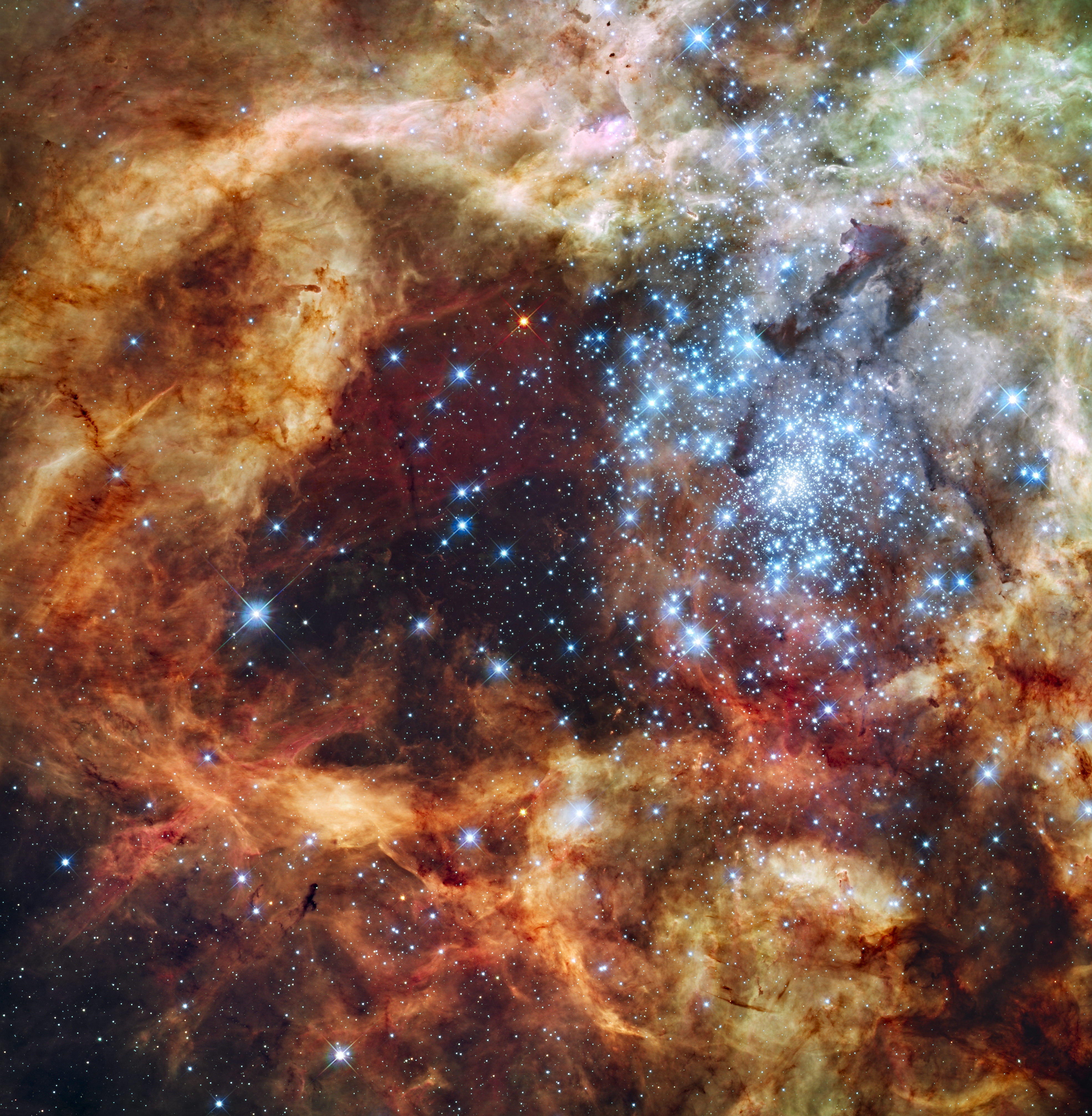
허블 우주 망원경이 촬영한 R136

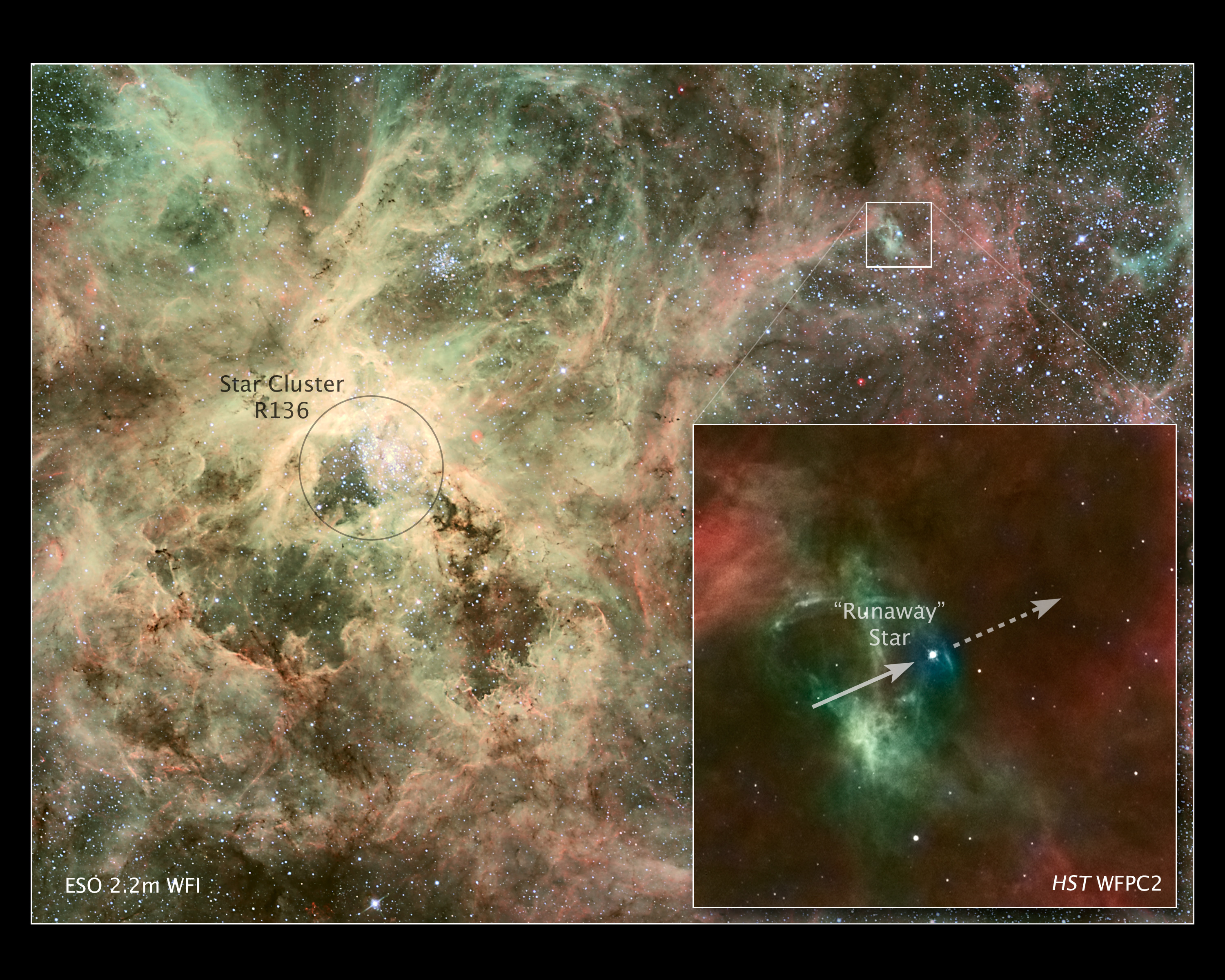
R136 성단의 폭주성인 황새치자리 30 016

R136은 독거미 성운의 중심 부근에 있는 산개 성단이다. 약 100만 년에서 200만 년 된 성단으로, 거성과 초거성으로 구성되어 있다. 대부분 분광형이 O3으로, O3형 항성이 39개 이상이 확인되었다. 또한 울프-레이에 별도 몇 개 확인되고 있다.
R136 성단은 몇 부분으로 나눌 수 있다. 중심부의 R136a 성단은 한때 질량이 태양의 1,500배에 광도가 약 3,000만 배, 온도는 대략 55,000K에서 60,000K이고 직경은 약 8,000만km에 달하는 초거성이라고 여겨졌었다. 하지만 R136a의 진짜 모습은 스페클 영상화에 의해 해명 되었는데, 12개의 질량이 크고 광도가 높은 항성으로 구성된 성단인 것으로 밝혀졌다. 이 항성들의 질량은 태양 질량의 대략 37배에서 76배로 계산된다. 또한 3개의 아주 밝은 항성(R136a1, R136a2, R136a3)들이 각각 불과 0.1초, 0.48초 각도 차이로 떨어져 존재한다. 이 중 R136a1은 질량이 태양의 265배로 알려져, 현재까지 발견된 항성 중 가장 무겁다. 또한 광도가 태양의 약 1,000만 배로 가장 밝은 항성이기도 하다. R136은 독거미 성운이 방출하는 빛과 열의 거의 대부분을 차지한다. 성단의 질량은 태양의 약 45만 배로 여겨지고, 시간이 흐르면 구상 성단이 될 것으로 추측되고 있다.

## 구성
| 이름                     | 적경            | 적위            | 겉보기 등급(V) | 분광형     | 데이터베이스 |
| ------------------------ | --------------- | --------------- | -------------- | ---------- | ------------ |
| R136a                    | 05h 38m 43.3s   | -69° 06′ 08″    |                | 성단       | SIMBAD       |
| R136a1 (BAT99 108)       | 05h 38m 42.43s  | -69° 06′ 02.2″  | 12.77          | WN         | SIMBAD       |
| R136a2 (BAT99 109)       | 05h 38m 42.45s  | -69° 06′ 02.2″  | 13.38          | Wolf-Rayet | SIMBAD       |
| R136a3 (BAT99 106)       | 05h 38m 42.291s | -69° 06′ 03.45″ | 12.93          | WN         | SIMBAD       |
| R136 Ab (SNR B0538-69.2) | 05h 37m 51.6s   | -69° 10′ 23″    | 9.59           | SNR        | SIMBAD       |
| R136 Ac (PSR J0537-6910) | 05h 37m 47.6s   | -69° 10′ 20″    |                | 펄사       | SIMBAD       |
| R136b (BAT99 111)        | 05h 38m 42.78s  | -69° 06′ 03.1″  | 13.66          | O4         | SIMBAD       |
| R136c (BAT99 112)        | 05h 38m 42.896s | -69° 06′ 04.92″ | 12.86          | WN         | SIMBAD       |
| R136a7                   | 05h 38m 42.414s | -69° 06′ 02.52″ | 13.73          | O3III(f*)  |              |

## 같이 보기
- 질량이 큰 항성 목록